# Richard Noble
Pour les articles homonymes, voir Noble (homonymie).

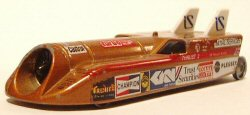
Le Thrust2.

Richard Noble, né le 6 mars 1946 à Édimbourg (Écosse), fut notamment à bord de Thrust2 le détenteur du record de vitesse terrestre, entre 1983 et 1997.

## Biographie
Formé au collège de Winchester jusqu'en 1964, il entre ensuite à l'école militaire de Towyn, rejoignant alors l'Imperial Chemical Industries aux départements peintures puis fibres. En 1971, il commence à s'intéresser à divers défis, tel le raid automobile Londres-Le Cap et retour via l'Inde. En 1974, il entre chez GNK et, durant six ans, il exporte la vente de technologies du bâtiment à l'étranger. Dans le même temps, il dirige sa propre société Thrust Cars Ltd jusqu'en 1983, consacrée au programme Thrust2, second véhicule — propulsé par un turboréacteur Rolls-Royce Avon — à dépasser la barre des 1 000 km/h dans le désert de Black Rock après celui de Gary Gabelich, The Blue Flame, treize ans plus tôt.
Ayant appris à piloter, Richard Noble crée en 1984, avec sa nouvelle société ARV Aviation de 125 personnes, l'avion de tourisme en métal ARV Super2, équipé alors du nouveau moteur Hewland AE75 (en), en tirant parti d'une interruption de production de la société Cessna. Il est fabriqué à 35 exemplaires, tous vendus, avant la fermeture de son lieu de production sur l'île de Wight en 1988. Sous le nom d'Opus il tente un redémarrage de production en Caroline du Nord (États-Unis) en 2006.

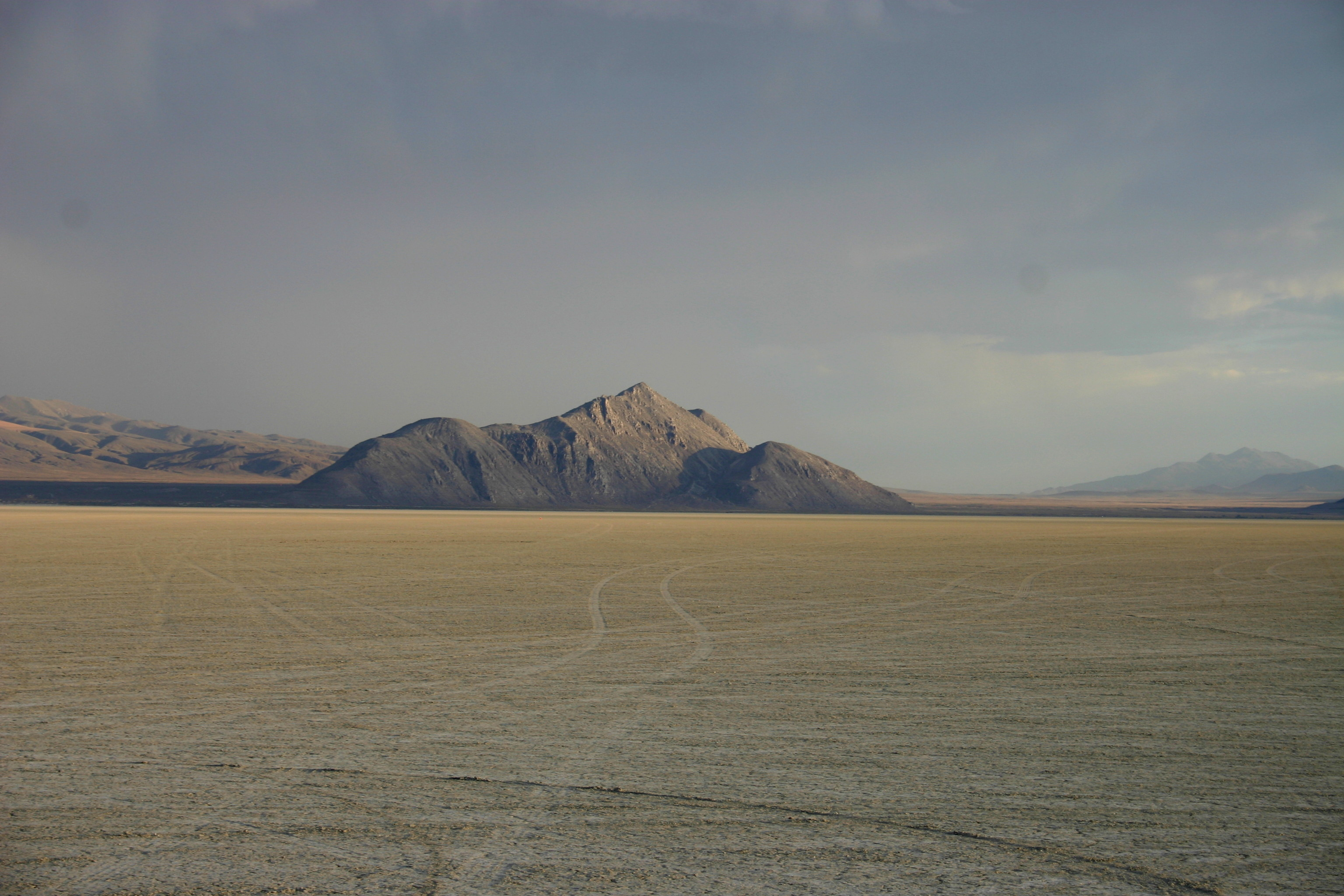
Le désert de Black Rock.

Il a été le directeur de projet Thrust SSC pour le véhicule qui a établi le record de vitesse terrestre, réalisé également dans le désert de Black Rock en 1997. Ce fut le premier engin à dépasser au sol le mur du son (Mach 1,016), le 15 octobre 1997 avec à son bord Andy Green.
Il eut cependant également des projets non aboutis, tels l'Atlantic Sprinter entre 1988 et 1992 (pour décrocher le ruban bleu avec un navire de haute technologie), le Programme Funding en 1993 et 1994 (une société de financement de programmes télévisés), et le Farnborough F1 de 1998 à 2002 (une compagnie d'avions-taxis monomoteurs à turbopropulseur et à ailes très basses, de six places, capables d'utiliser de très courtes pistes).
Richard Noble travaille désormais sur le projet Bloodhound LSR avec des écoles d'ingénieurs anglaises, visant à développer un véhicule terrestre capable d'atteindre 1000 miles par heure.

## Records personnels
- 1980 (25 septembre) : records britanniques du mile et du kilomètre lancés ;
- 1983 (4 octobre) : record absolu de vitesse terrestre, à 1 019,47 km/h (sur 1 mile départ lancé) ;
- 1987 : triple traversée de l'Atlantique la plus rapide, en 10 heures et 17 minutes à bord du Concorde.

## Distinctions et responsabilités
- Officier de l'ordre de l'Empire britannique, en 1983 ;
- Trophée Segrave (en), en 1983 ;
- Driver of the Year, en 1983 (par la Guild of Motoring Writers) ;
- Médaille Henry Segrave, en 1997 ;
- Membre honoraire de l'Association of Aerospace Universities, en 2008 ;
- Président de la Brooklands Society, en 2008 ;
- Professeur honoraire à la Faculté de l'Environnement et des Technologies de l'Université d'Angleterre de l'Ouest (à Bristol), en 2009 (et docteur honoraire de plusieurs autres universités anglaises) ;
- Président de la Motor Neurone Disease Association, en 2009 ;
- Jim Clark Award, en 2011.

## Bibliographie

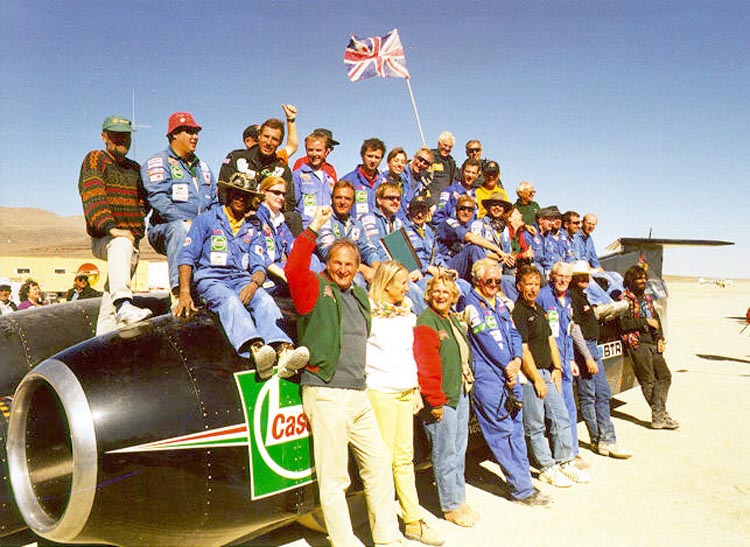
L'équipe du Thrust SSC en 1997 (Richard Noble en premier plan et saluant).